# Théâtre romain de Gadès
Le théâtre romain de Gadès (aujourd'hui Cadix, en Espagne), appelé Theatrum Balbi, a été découvert en 1980, révélé par des fouilles archéologiques destinées à localiser le Castillo de la Villa. Jusqu'alors seulement certaines de ses galeries intérieures avaient pu être identifiées, sans que l'on sache à quel édifice elles appartenaient.
Le théâtre fut abandonné au IVe siècle. Sur ses ruines, les Arabes édifièrent une forteresse qui fut prise en 1262 par les troupes d'Alphonse X de Castille. Une partie de la cité médiévale fut construite à cet endroit.
De nos jours, des édifices modernes chevauchent le théâtre, comme la garderie municipale, la Posada del Mesón, la Casa de Estopiñán et la Casa de Contaduría, édifices qui composent le quartier du Pópulo et qui, avec le reste des vestiges de la cité médiévale, empêchent la fouille du théâtre dans son ensemble.
Certaines caractéristiques du théâtre de Gadès le distinguent parmi les autres théâtres romains espagnols trouvés jusqu'à cette date :
- deuxième plus grand théâtre d'Hispanie. Le diamètre de sa cavea dépasse 120 mètres, et sa capacité serait d'environ 20 000 spectateurs, pour une population estimée à 50 000 habitants à l'époque.
- plus ancien théâtre connu à ce jour parmi ceux de la péninsule.
- un des rares bâtiments publics de l'Hispanie romaine que des personnalités comme Cicéron ou comme l'historien grec Strabon mentionnent dans leurs œuvres.

## Histoire
Strabon raconte que les Gaditains vivaient dans une ville sur un îlot exigu. La construction sur le continent de la Neapolis est initiée par Balbus, parallèlement à celle du théâtre de Gadès.
Le théâtre est mentionné dans les Epistulae ad familiares de Cicéron. Pollion évoque dans une lettre adressée le 8 juin 43 av. J.-C. à Cicéron les jeux organisés par Balbus à Gadès à l'occasion de sa désignation à la questure, et « les quatorze rangées de sièges réservées aux chevaliers ». Balbus fit représenter une pièce dans laquelle il mettait en scène sa mission durant les guerres civiles. Pollion, très critique envers Balbus, rapporte que ce dernier pleura après avoir contemplé la représentation de ses hauts faits ».
L'édifice est abandonné à la fin du IIIe siècle et est pillé à partir du siècle suivant. Aux époques post-romaine, arabe et chrétienne-médiévale, les restes de sa structure furent utilisés comme entrepôts, écuries, blocs de maisons.
Selon l'archéologue Ángel Muñoz Vicente, le théâtre romain de Gadès « a surgi de l'intérieur des plans urbains d'une famille gaditaine, les Balbi, avec l'intention de doter leur ville d'édifices publics importants, en imitation de la capitale, Rome ». Les Balbi ont comme projet d'agrandir l'ancienne cité phénicienne. Ce noyau urbain est connu sous le nom de Neapolis, dont de nombreux restes urbains sont connus, en plus du théâtre, découverts ces dernières années. Pour Ángel Muñoz Vicente, le théâtre romain est l'un des édifices antiques de la péninsule pour lesquels il existe des mentions écrites d'auteurs de l'époque.
Si les restes de l'amphithéâtre sont encore visibles au moins jusqu'au XVIe siècle - son périmètre apparaît représenté sur une gravure de l'époque d'Antón de las Viñas - au contraire, le théâtre était déjà recouvert, ou ses structures réutilisées et intégrées dans la ville médiévale érigée par Alphonse X de Castille au XIIIe siècle.[Passage contradictoire]

## Fouilles
Depuis le XVIIIe siècle existent des références aux souterrains de la zone - sans doute rattachés à certaines des galeries du monument -, mentionnant aussi des puits qui permettent d'accéder à une rotonde avec des sièges de marbre. Mais des restes du théâtre ne sont découverts fortuitement qu'en octobre 1980 : cette année-là, le Ministère de la Culture commande au directeur de l'époque du musée de Cadix, Ramón Corzo Sánchez, des sondages archéologiques pour délimiter la zone d'expropriation nécessaire pour fouiller la forteresse médiévale. Ces sondages permettent de découvrir le monument romain. De nouveaux sondages permettent de localiser les gradins supérieurs, et, peu à peu, un couloir est creusé entre la galerie et les gradins.
Aujourd'hui, le théâtre romain montre un certain nombre de rangées de gradins de la moyenne cavea, des documents traitant de la partie inférieure de la cavea et de l'orchestre. Le monument fut construit avec du béton romain, du mortier, de la pierre de chaux et un revêtement en chaux.
Ángel Muñoz Vicente indique que le secteur supérieur de la summa cavea a disparu tant à cause de l'utilisation du matériel pour construire un bâtiment à l'époque médiévale que par l'action propre de la mer. À côté de ce secteur, une section du mur courbe est resté exceptionnellement intacte et elle correspond à la façade arrière du théâtre.
Un autre sondage archéologique réalisé en 1999 a permis de vérifier l'existence d'une autre voûte symétrique documentée dans la Casa de Estopiñán, ce qui a permis d'établir l'orientation du monument ainsi que son diamètre : c'est-à-dire 120 mètres.
Pour Ángel Muñoz Vicente, « l'avenir du théâtre passerait par une refonte de la planification urbaine actuelle du groupe de bâtiments du XIXe siècle qui ont peu, voire pas de valeur architecturale ou historique et dont la démolition exposerait l'ensemble du théâtre, ce qui permettrait de visualiser complètement l'orchestre, le reste des gradins et la scène du plus ancien théâtre d'Hispanie ».
Après un laborieux processus de restauration et de conditionnement, l'édifice actuel est parfaitement arrangé pour des visites et constitue un exemple significatif d'intégration de vestiges archéologiques dans la trame urbaine de la ville de Cadix.

## Description

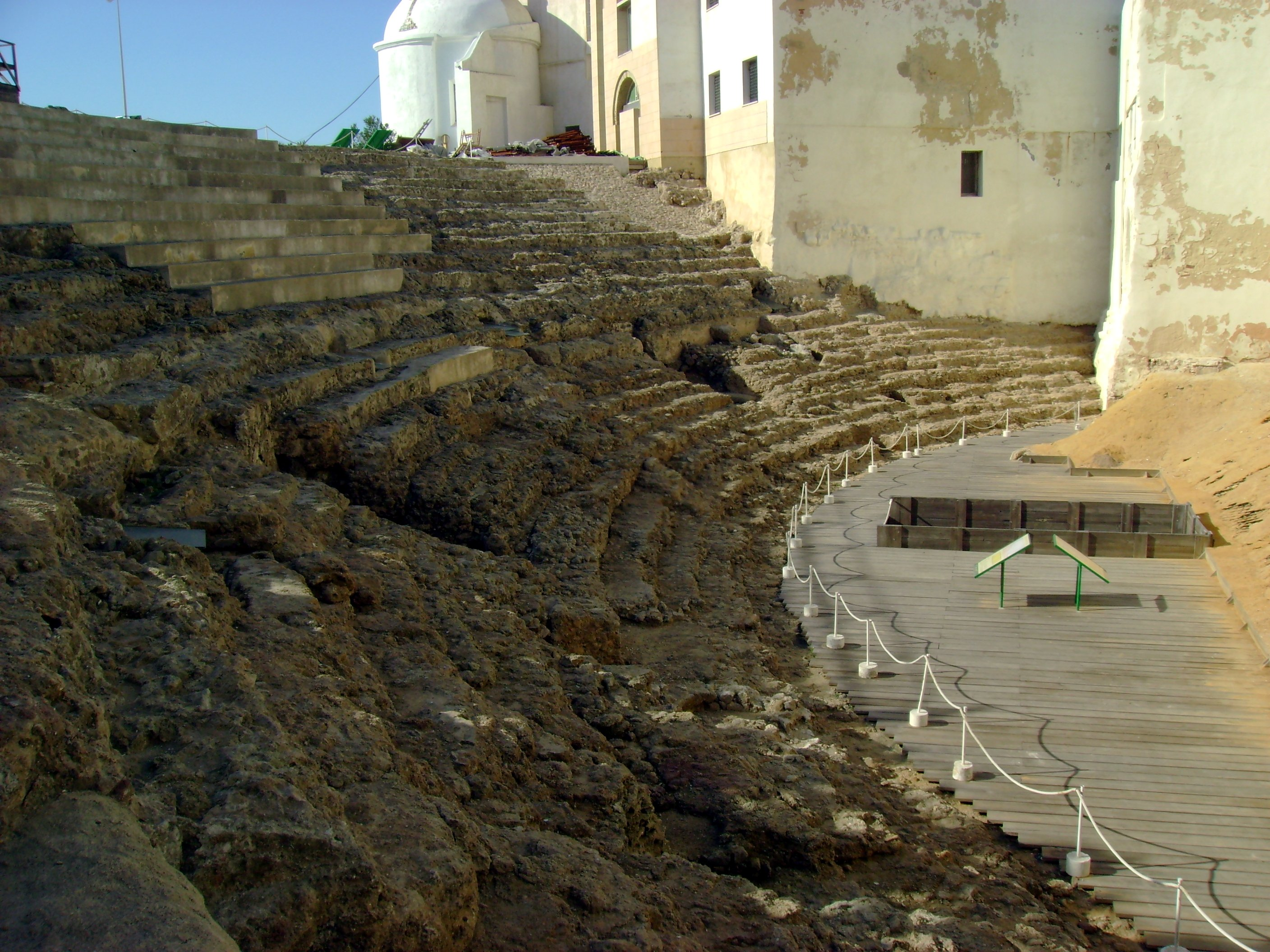
Une autre vue du théâtre.

Le théâtre de Gadès, étant l'un des plus anciens, il conserve de nombreuses caractéristiques des théâtres grecs, mais avec des adaptations faites par les Romains. Comme il était courant de faire d'utiliser cette méthode, le dénivellement du terrain fut utilisé pour trouver appui sur la roche et ainsi soutenir une grande partie des gradins, qui étaient en béton. Les techniques de construction sont caractéristiques de l'époque républicaine, avec l'utilisation du béton (opus caementicium), du mortier en chaux, de pierres et de sable. Le théâtre était ainsi plus résistant et surtout coûtait moins qu'un théâtre en pierre de taille traditionnelle.
Tous les gradins supérieurs et du milieu étaient recouverts d'un enduit de chaux et de céramique écrasée, la zone la plus proche de l'orchestre était quant à elle recouverte de pierres.
L'architecture des théâtres romains suivait l'organisation hiérarchisée de la société romaine, avec des espaces différenciés selon de les classes sociales, séparées par des couloirs dénommés euripos.
- Les gradins étaient construits en forme d'un fer à cheval, c'est-à-dire en une demi-circonférence ce qui permettait d'obtenir l'acoustique désirée. Le théâtre est orienté au Nord, c'est-à-dire vers la mer, des caveas supérieures on pouvait d'ailleurs distinguer toute la baie de Gadès.

- Le mur extérieur, en plus de fermer le bâtiment, était utilisé comme nous le faisons aujourd'hui, pour placer des annonces pour les spectacles qui seraient offerts au théâtre, par l'intermédiaire de messages peints sur le mur.

- Le porticus était la partie la plus éloignée de la scène, où se plaçaient les membres de la plèbe les plus humbles (c'est-à-dire sans toge), les femmes et les enfants qui n'avaient pas eu d'éducateurs privés. Puis les esclaves encore debout, car les sièges étaient réservés pour les gens de condition libre.

- La summa cavea était le lieu où les affranchis s’asseyaient.

- La media cavea était le lieu où se trouvaient les citoyens, les clients, les fonctionnaires…

- L'ima cavea était la zone des gradins la plus proche de la scène, donc la plus privilégiée, destinée aux autorités et aux personnes les plus importantes de la ville. Une loi obligeait à réserver les 14 premier rangs aux chevaliers romains, classe qui détenait le pouvoir économique. Strabon a mentionné que Gadès avait 500 chevaliers[2], ce qui donne une idée de l'importance économique de la cité à l'époque.
- Sont encore visibles les traces d'implantation du velarium, un grand store soutenu par des poteaux en bois qui permettait de protéger le public du soleil, et qui en plus renforçait l'acoustique du théâtre.

- Orchestra : il s'agit de la zone semi-circulaire entre les gradins et la scène. Dans un théâtre grec cette zone était très utilisée mais dans un théâtre romain, elle était réservée aux sièges individuels des notables de la cité.

- Podium : plate-forme où se produisaient les acteurs.

- Scaena : une façade de deux étages en général, ornée avec des colonnes et des statues des empereurs qui se refermait sur le front du théâtre. Il était possible de changer le décor, et des plates-formes mobiles pouvaient déplacer les acteurs à travers la scène ou de haut en bas pour la représentation des dieux.

## Techniques de construction

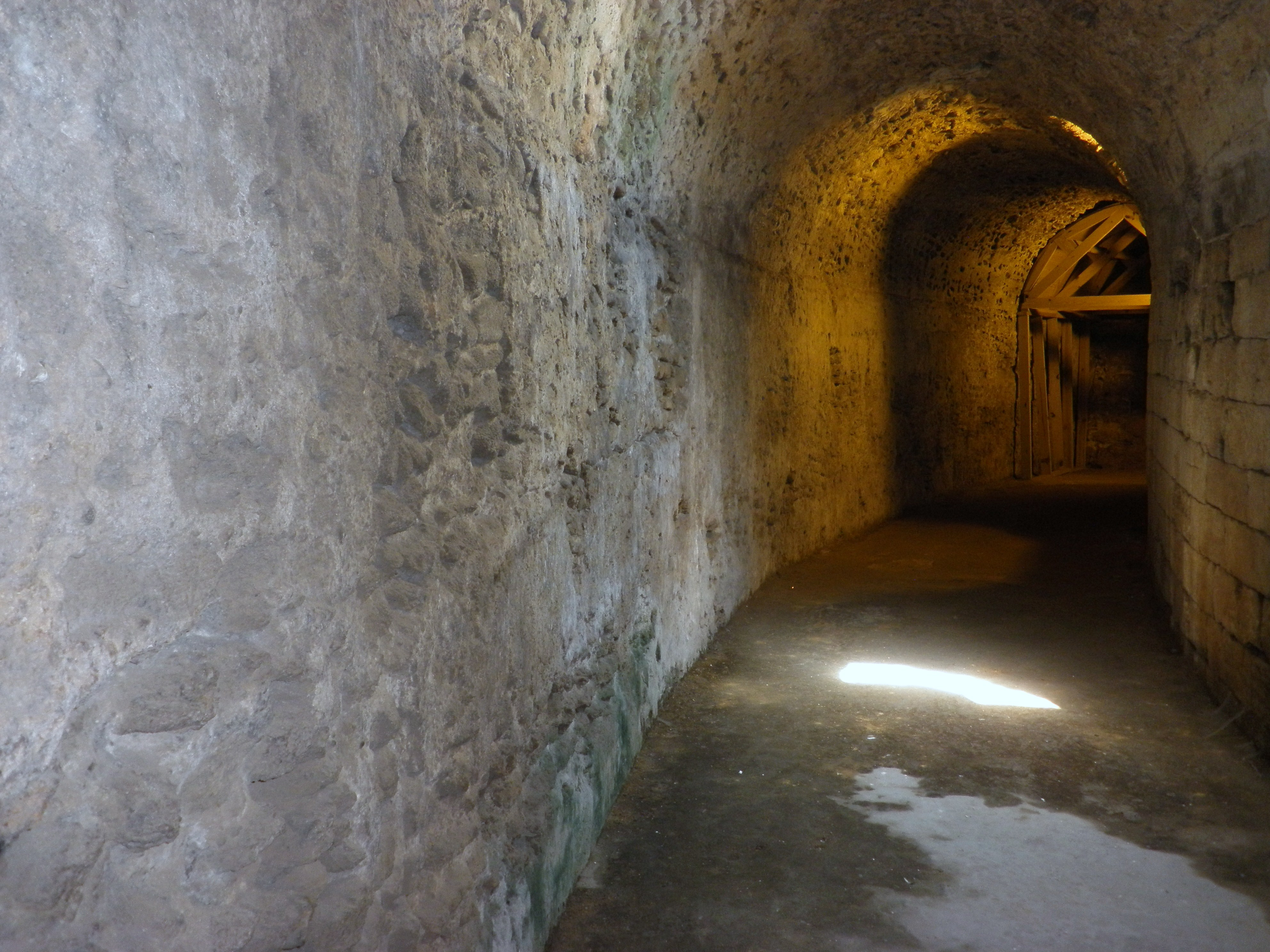
Galerie sous les gradins du théâtre.

Les fouilles n'ont mis au jour qu'une partie du bâtiment (c'est-à-dire les gradins et les galeries qui donnent accès aux gradins), mais ceci donne une idée approximative de ses caractéristiques. La technique de construction utilisée a permis d'utiliser le terrain environnant, et fait reposer les gradins sur la colline. Les ruines de la scène et du portique qui donnait accès à l'orchestre restent ensevelies sous les maisons du quartier de Pópulo.
Les techniques de construction sont caractéristiques de la période républicaine, que ce soit la maçonnerie et l'appareil isodome (pierres placées en rangs égaux) prédomine avec le béton, l'opus caementicium, le mortier de chaux, les pierres et le sable, ce qui octroie une grande plasticité, une force importante, et moindre complexité par rapport à l'utilisation de pierres de taille pour la structure. Tous les gradins du théâtre étaient faits sur ce modèle, la zone intermédiaire et supérieure bénéficiaient en plus d'un mélange de chaux, de céramiques et d'opus caementicium, alors que dans la zone plus proche de l'orchestre avait des blocs de pierres de taille comme revêtement.
Le théâtre présente des traits très antiques, avec une répartition des gradins en demi-circonférence (comme un fer à cheval), des sièges distribués radialement dans quelques secteurs et avec un profil parabolique pour obtenir une acoustique appropriée. Une disposition similaire apparaît dans quelques théâtres helléniques tardifs, qui se localisent pour la plupart au sud de la Péninsule italienne et en Sicile.

### Les structures

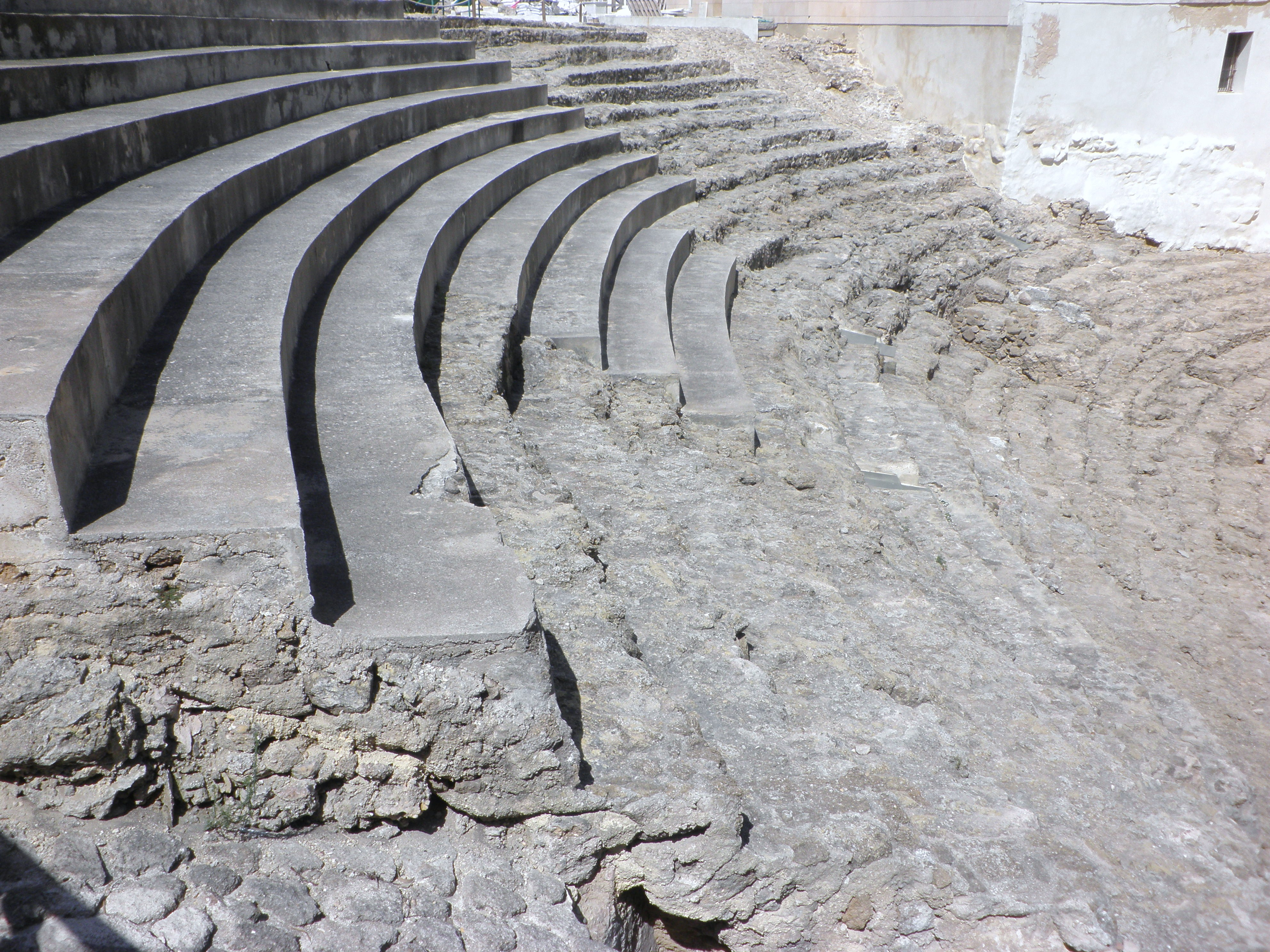
Vestige d'une partie des gradins du théâtre.

La majeure partie de la summa cavea a disparu avec la réutilisation des pierres dans des constructions médiévales. Cependant un tronçon de mur courbe a pu être conservé, même s'il est très altéré par des aménagements postérieurs : il correspond à la façade ; on voit aussi une partie d'un couloir situé derrière la façade.
Entre cette zone et la première ligne de gradins, il y a une rangée de pierres de taille qui auraient pu être un mur latéral d'une galerie supérieure.
À gauche, les gradins passent sous la vieille cathédrale et à la droite ils passent sous la garderie municipale.

#### Ouvrages
- (es) Lorenzo Alonso de la Sierra, Juan Alonso de la Sierra, Pablo Pomar Rodil et Miguel Ángel Mariscal, Guía artística de Cádiz y su provincia (I). Cádiz y Jerez, Fundación José Manuel Lara

- (es) Aída R. Agrasso, Entrevista a Ángel Muñoz Vicente, Europa Sur, 2005

- (es) Antonio González Brizuela, El Teatro Romano de Gades, Cadix, Boletín del Colegio de Peritos e Ingenieros Técnicos Industriales de Cádiz, 2006

#### Articles
- (es) Ramón Corzo Sánchez, « El teatro romano de Cádiz », Teatros romanos de Hispania, Murcie,‎ 1992, p. 133-140

- (es) Juan de Dios Borrego, « La configuración arquitectónica del teatro romano de Cádiz. Nuevas perspectivas », El Theatrum Balbi de Gades, Cadix,‎ 2011, p. 171-226